# مرده یا زنده پارادایس
مرده یا زنده پارادایس (ژاپنی: デッドオアアライブパラダイス هپبورن: Deddo Oa Araibu Paradaisu) به‌طور مختصر دی‌اوای‌پی، یک بازی ویدئویی به سبک ورزشی است که توسط پراجکت ونوس توسعه یافته و در سال ۲۰۱۰ به‌وسیلهٔ شرکت کویی تکمو به‌طور انحصاری برای کنسول بازی دستی پلی‌استیشن همراه منتشر شده‌است. این بازی سومین قسمت در سری بازی‌های مرده یا زنده ایکس‌تریم است و همچنین اولین نسخه در این سری به‌شمار می‌رود که برای سیستم قابل حمل عرضه شد.
این بازی یک نسخهٔ سازگار شده برای پلی‌استیشن همراه از عنوان مرده یا زنده ایکس‌تریم ۲ برای کنسول ایکس‌باکس ۳۶۰ است که فعالیت‌های موجود در نسخهٔ اصلی را که عمدتاً از مینی گیم‌های مربوط به ساحل تشکیل می‌شد، گسترش می‌دهد.